# 先輩と彼女
『先輩と彼女』（せんぱいとかのじょ）は、南波あつこによる漫画。2004年から2005年の間、講談社『別冊フレンド』で連載。全2巻。コミックスの発行部数はあわせて100万部を超えている。
2015年に実写映画化。

## あらすじ
都築りか・高校1年生。高校に入学したばかりのとある昼食時、先輩の男子生徒たちから現代文化調査研究部に勧誘される。「甘い恋をすること」を求め軽い気持ちで入部したりかは、勧誘時から好印象だった美野原圭吾のことが次第に気になっていく。しかし、彼には2年前から想いを寄せる女性がいた。

## 登場人物
都築りか（つづき りか）
春に入学したばかりの高校1年生で、素直で一途な性格。甘い恋を夢見て現代文化調査研究部に入部を決めるが、彼女を待っていたのは予想とは違って切ない恋だった。部員たちからは妹のように可愛がられており、美野原圭吾には時に「都築ばか」と呼ばれるなど、正直すぎるゆえのおバカな一面もある。
美野原圭吾（みのはら けいご）
現代文化調査研究部に属する3年生。ぶっきらぼうに見えて話しやすく世話焼きな人物で、部活動勧誘時からりかたちに親切に接する。卒業生の沖田葵のことを現在も想っており、彼女の話題に関する時だけは声をかけづらい雰囲気になる。葵と同じ鍔川大学を受験予定。
沖田葵（おきた あおい）
鍔川大学法学部に属する1年生。現代文化調査研究部の前部長でもあり、都築りか達の先輩にあたる人物。高校時代は姫扱いされていたほどの美人だが、気さくで明るく、卒業後も差し入れを持って部室に現れる。華やかな容姿とは裏腹に異性運が悪く、高校時代から恋愛で苦しむ姿を、何度も美野原圭吾に目撃されてきた。
桃谷木綿（ももや ゆう）
都築りかの友人で現代文化調査研究部の1人。りかとは対照的にクールで物静かな性格で、先輩相手にも自分の意見をはっきり通す人物。元々はバレー部に入部する予定でいたが、現代文化調査研究部のある特典に目がくらんだため、両方に入部した。
矢田哲雄（やだ てつお）
美野原圭吾の友人で現代文化調査研究部の部員の1人。元気で積極的な性格で、都築りか達の勧誘を決めた張本人。一見バカ騒ぎばかりしているように見えるが、周囲をよく見ており、困っている部員をさりげなくフォローする姿がよく見られる。部員たちには「てっちゃん」と呼ばれている。実家は寿司店。

## 書籍
- 南波あつこ 『先輩と彼女』 講談社〈講談社コミックス別冊フレンド〉、全2巻

1. 2004年12月11日発売、ISBN 978-4-06-341413-4
2. 2005年5月12日発売、ISBN 978-4-06-341427-1

小説
- 里見蘭（著）、南波あつこ（原作・イラスト） 『小説 先輩と彼女』 講談社〈KCデラックス〉、全1巻

1. 2012年12月13日発売、ISBN 978-4-06-376752-0

## 映画
2015年10月17日に公開された。主演は志尊淳。

### キャスト
- 美野原圭吾 - 志尊淳
- 都築りか - 芳根京子
- 沖田葵 - 小島梨里杏
- 矢田哲雄 - 戸塚純貴
- 桃谷木綿子 - 水谷果穂
- 渡辺真起子

### 製作
『先輩と彼女』はこれ以前より各社から実写化のオファーがあった。プロデューサーが志尊淳主演映画として原作者の南波あつこに半年以上交渉を続け、南波が『烈車戦隊トッキュウジャー』での志尊の演技を評価しオファーを快諾、映画化の決定となった。原作のストーリーやシーンを忠実に再現するため、原作者の南波も映画撮影に関与している。
撮影は2015年の2月に行われ、出演者によれば撮影期間は2週間弱であったと明かされている。志尊と芳根は同年7月期のテレビドラマ『表参道高校合唱部!』の主演・相手役として共演しているが、撮影期間はこの映画の方が先である（『表参道高校合唱部!』は芳根が主演。同作には二人の他、小島も出演している）。
aikoは、『阪急電車 片道15分の奇跡』以来4年ぶりに映画主題歌を担当した。

#### スタッフ
- 監督：池田千尋
- 脚本：和田清人
- 原作：南波あつこ『先輩と彼女』（講談社『別冊フレンド』刊）
- 音楽：茂野雅道
- 主題歌：aiko「合図」（ポニーキャニオン）
- 劇中曲：「シャボン玉」「旅立ちの日に」
- 制作プロダクション：フラミンゴ
- 制作協力：ブースタープロジェクト
- 宣伝：る・ひまわり
- 製作：「先輩と彼女」製作委員会（ポニーキャニオン、ワタナベエンターテインメント、東映、木下グループ、テレビ神奈川、ポニーキャニオンエンタープライズ）
- 配給：東映

### ムービーコミック
映画公開の2週間前より、漫画の1コマずつカットして動かし、セリフや効果音など音声を付け加えたムービーコミック「Beeマンガ『先輩と彼女』」をdTVにて配信。映画キャストがその声優を務めた。

### DVDリリース
- 映画「先輩と彼女」メモリアルフォト&DVD（2015年9月16日発売、ポニーキャニオン、規格品番：PCBG52519） - 映画公開前に発売された。メイキング映像、登場人物紹介、インタビューを収録。
- 映画「先輩と彼女」特別版（2016年2月2日発売、ポニーキャニオン、規格品番：PCBG-52567）
三方背＋南波先生書下ろしイラスト使用の豪華デジパック仕様＋36pブックレット＋解説・秘蔵写真集＋メイキング写真集
ディスク1 : 本編 / ディスク2 : 特典映像
特典映像内容 : 
  1. キャスト座談会～映画公開を記念した座談会。「先輩と彼女」の世界を語りつくします。
  2. メイキング映像完全版
  3. 初日舞台挨拶・完成披露上映会ハイライト他収録
- 映画「先輩と彼女」通常版（2016年2月2日発売、ポニーキャニオン、規格品番：PCBG-52568）